# Pipri (ort)
Pipri är en ort i Indien.   Den ligger i delstaten Uttar Pradesh, i den centrala delen av landet, 800 km sydost om huvudstaden New Delhi. Pipri ligger 311 meter över havet och antalet invånare är 13 213.
Terrängen runt Pipri är platt. Runt Pipri är det ganska tätbefolkat, med 230 invånare per kvadratkilometer. Närmaste större samhälle är Renukūt, 2,3 km nordost om Pipri. I omgivningarna runt Pipri växer huvudsakligen savannskog.